# Зайцев, Валерий Иванович
Валерий Иванович Зайцев (род. 13 октября 1941, Москва) — советский футболист, защитник.
Воспитанник ДЮСШ Московско-Ярославского отделения МЖД. В 1959 году играл в дубле московского «Локомотива». В 1960 году оказался в команде класса «Б» «Локомотив» Орёл, откуда по ходу следующего сезона вернулся в московскую команду. В 1961—1963, 1965—1969 годах в чемпионате сыграл 138 игр, забил один мяч — 11 июля 1967 в домашнем матче с ростовским СКА на 23-й минуте забил единственный гол с пенальти. 1964 год с командой провёл во второй группе класса «А» — 38 игр. В 1970 году перешёл в клуб первой группы класса «А» «Металлист» Харьков. В начале следующего сезона перешёл в «Судостроитель» Николаев, где и завершил карьеру.